# ددوپلیس تسقارو
ددوپلیس تسقارو (به گرجی: დედოფლისწყარო) )به‌معنی چشمه ملکه) شهری در استان کاختی گرجستان است. جمعیت این شهر طبق سرشماری سال ۲۰۰۹ میلادی ۷٬۳۰۰ نفر بوده‌است.